# Aleochara laticornis

Aleochara laticornis (лат.) — вид коротконадкрылых жуков из подсемейства Aleocharinae. Палеарктика.

## Распространение
Евразия: Европа, Малая Азия, Кавказ, Крым, Казахстан, Иран, Средняя Азия, Дальний Восток.

## Описание
Мелкие коротконадкрылые жуки, длина тела от 3 до 7 мм. От близких видов (A. curtula, A. clavigera, A. discoidea, A. haematoptera и A. lewisia) отличается чёрным телом с одноцветными красными надкрыльями, бурыми ногами и вершиной брюшка.  Пронотум поперечный, голова маленькая (меньше ширины переднеспинки), среднегрудь без киля, но с широким округлым отростком. Усики 11-члениковые. Передние, средние и задние лапки 5-члениковые (формула 5-5-5). Нижнечелюстные щупики состоят из 4 члеников (с 5-м псевдосегментом), а нижнегубные — из 3 (с 4-м псевдосегментом).
Тело с боков субпараллельное. Обитают в следующих биотопах: листья, падаль, гниющие грибы, навоз. Личинки, предположительно, как и другие виды своего рода, являются паразитами пупариев мух (проходят гиперметаморфоз).
Вид был впервые описан в 1856 году, а его валидный статус подтверждён в ходе ревизии, проведённой в 2000 году казахстанскими энтомологами профессором В. А. Кащеевым (1953—2012) и М. К. Чильдебаевым (Институт зоологии АН Республики Казахстан, Академгородок, Алматы, Казахстан). Включён в состав номинативного подрода Aleochara s.str. (по признаку маленькой головы и широкого отростка среднегруди) вместе с видами A. curtula, A. clavigera, A. discoidea, A. haematoptera, A. lewisia, A. parens и A. lata.